# Richard Colt Hoare
Pour les articles homonymes, voir Hoare.
Richard Colt Hoare, 2e baronnet, né le 9 décembre 1758 à Barnes et mort le 19 mai 1838 à Stourhead dans le Wiltshire, est un antiquaire, archéologue, artiste et voyageur britannique.

## Biographie
Il est le petit-fils de Henry Hoare II qui lui lègue le domaine de Stourhead en 1785. La lignée des Hoare remonte à Richard Hoare, fondateur en 1690 de la banque C. Hoare & Co, l'une des premières banques commerciales de l'histoire et le plus ancien établissement financier anglais indépendant encore en activité de nos jours, qui est lord-maire de Londres en 1712.